# Seekirch
Seekirch är en kommun i Landkreis Biberach i det tyska förbundslandet Baden-Württemberg. Folkmängden uppgår till cirka 280 invånare, på en yta av 5,77 kvadratkilometer.
Kommunen ingår i kommunalförbundet Bad Buchau tillsammans med staden Bad Buchau och kommunerna Alleshausen, Allmannsweiler, Betzenweiler, Dürnau, Kanzach, Moosburg, Oggelshausen och Tiefenbach.

## Befolkningsutveckling
| Befolkningsutvecklingen i Seekirch 1975–2015 | Befolkningsutvecklingen i Seekirch 1975–2015 | Befolkningsutvecklingen i Seekirch 1975–2015 | Befolkningsutvecklingen i Seekirch 1975–2015 | Befolkningsutvecklingen i Seekirch 1975–2015 |
| -------------------------------------------- | -------------------------------------------- | -------------------------------------------- | -------------------------------------------- | -------------------------------------------- |
|                                              |                                              |                                              |                                              |                                              |
| År                                           |                                              |                                              | Folkmängd                                    | Areal (ha)                                   |
| 1975                                         | 1975                                         |                                              | 196                                          | 577                                          |
| 1980                                         | 1980                                         |                                              | 203                                          |                                              |
| 1985                                         | 1985                                         |                                              | 191                                          |                                              |
| 1990                                         | 1990                                         |                                              | 195                                          |                                              |
| 1995                                         | 1995                                         |                                              | 223                                          |                                              |
| 2000                                         | 2000                                         |                                              | 249                                          |                                              |
| 2005                                         | 2005                                         |                                              | 287                                          |                                              |
| 2010                                         | 2010                                         |                                              | 287                                          |                                              |
| 2015                                         | 2015                                         |                                              | 295                                          |                                              |
|                                              |                                              |                                              |                                              |                                              |